# Cecilia Jiménez
Cecilia Jiménez Nieto (27 luglio 1995) è una nuotatrice artistica spagnola.

## Palmarès
- Mondiali

Gwangju 2019: bronzo nel team highlights